# 1425 Tuorla
1425 Tuorla eller 1937 GB är en asteroid i huvudbältet, som upptäcktes den 3 april 1937 av den finländske astronomen Kustaa Inkeri vid Storheikkilä observatorium. Den har fått sitt namn efter Tuorla observatorium.
Asteroiden har en diameter på ungefär 11 kilometer och den tillhör asteroidgruppen Eunomia.